# Cosmosoma corvica
Cosmosoma corvica là một loài bướm đêm thuộc phân họ Arctiinae, họ Erebidae.